# Dercas nina
Dercas nina är en fjärilsart som beskrevs av Clayton Dissinger Mell 1913. Dercas nina ingår i släktet Dercas och familjen vitfjärilar. Inga underarter finns listade i Catalogue of Life.